# Senyoria d'Oisy
Oisy fou una senyoria de França, avui Oisy-le-Verger. La nissaga senyorial va ascendir històricament al segle ix amb el nomenament d'Eudes I d'Oisy, com a senyor d'Oisy per Carlemany. Els Oisy, amos d'un poderós feu que es va reforçar al fil d'aliances i matrimonis, seran castellans de Cambrai durant l'Edat Mitjana a vegades anomenats vescomtes de Cambrai. Famílies cada vegada més poderoses que es van succeir al capdavant de la senyoria fins a arribar al rei Enric IV de França que la va unir a la corona. Venuda posteriorment, existirà com a comtat d'Oisy fins a la Revolució. La llista de senyors (i comtes) segueix a sota:

## La casa d'Oisy

### Els Eudes d'Oisy
Els primers senyors d'Oisy daten del segle ix. Ens són coneguts principalment per la unió d'Eudes (o Odon) amb l'hereva de Crèvecoeur, Elissenda que era neta de Raül de Crèvecœur. Aquest Eudes és esmentat com «baró d'Oisy» nomenat per Carlemany i els genealogistes els consideren descendents dels ducs d'Aquitània.
Pocs elements amb relació a aquestos primers senyors han arribat al coneixement modern, i el seu nombre s'ha de prendre amb cura. A més la castellania de Cambrai no serà hereditària fins al segle xii el que no permet seguir correctament la seva filiació.
Heus aquí una enumeració:
- Eudes I d'Oisy
- Eudes II d'Oisy
- Eudes III d'Oisy

### Els Gautier d'Oisy
Descendents dels castellans de Lens, són històricament més fiables que la primera nissaga. Coneguts per als seus conflictes amb el seu senyor feudal, el bisbe de Cambrai, van provocar i visqueren nombrosos conflictes. Els darrers tingueren morts violentes.
- Gautier de Lens (~930- ?)
- Gautier I d'Oisy (~960-1011)
- Gautier II d'Oisy (~990-1041)
- Gautier III d'Oisy (? -1041)
- Joan I d'Arras[6] (? -1050)

### Els Hugs d'Oisy
Turbulents i fellons, van treure profit de les baralles entre el bisbe de Cambrai i els seus burgesos i van destacar, segons l'opinió dels cronistes, per la seva violència. L'últim, Hug III, recordara als seus avantpassats i destacarà pels seus talents de trobador.
- Hugues I d'Oisy (1046- 1111)

Hug II d'Oisy (1075- 1133) 
- Simó d'Oisy (1115- 1171)

Hugues III d'Oisy (1145- 1189)

## Altres cases
La castellania d'Oisy va caure en decadència, deixant llavors de ser el feu principal dels senyors del lloc. És molt probable que a partir d'aquesta època un castellà fos designat pel seu senyor feudal per tenir-la en feu, administrant i defensant la castellania per al seu senyor.

L'armorial de Güeldres presenta a la fi del segle xiv, el blasó d'un «senyor» d'Oisy a la pàgina de Robert de Bar comte de Bar (senyor d'Oisy); aquest blasó no és altre que l'atribuït a Hug II d'Oisy, i es trobarà freqüentment en endavant. Aquest blasó amb creixent apareix en nombrosos documents vinculats a Oisy i sobre les campanes del carilló de l'església d'Oisy ofert per la família d'Assignies.

### Els Montmirail
Procedents d'una família de Île-de-France, els Montmirail tenien un rang important a la cort. No van descuidar no obstant la seva senyoria del nord i van participar activament en el desenvolupament de la vila.
Joan I de Montmirail (1165-1217)
Joan II de Montmirail (? -1240)
Mateu de Montmirail (? -1262)
Per manca d'hereus, les possessions dels Montmirail van anar a Maria de Montmirail. S'havia casat el 1213 amb Enguerrand III de Coucy, dit «el Gran Coucy». Oisy esdevingué definitivament una possessió del Coucy entre altres que aquesta família posseïa.

### Els Coucy
Enguerran I d'Oisy i III de Coucy, anomenat « el Gran Coucy » (1182-1262)
Enguerrand II d'Oisy i IV de Coucy (1228-1311)

### Els Coucy-Guines
Enguerrand III d'Oisy i V de Coucy-Guines (? -1324)
Guillem I (1280-1335)
Enguerrand IV d'Oisy i VI de Coucy (1313-1346)
Enguerrand V d'Oisy i VII de Coucy (1342-1397)

### La casa de Bar
Robert de Bar (? -1415)

### La casa de Luxemburg
Lluís de Luxemburg (1418-1475)
Pere de Luxemburg (? -1482)

### Els Borbó-Vendôme
Francesc de Borbó-Vendôme (? -1495)
Carles de Borbó-Vendôme (? -1537)
Antoni de Borbó-Vendôme (? -1562)
Enric IV de França, I d'Oisy (? -1610)

## Els Comtes d'Oisy

### Els Tournai (o Tournay)
Antoni II d'Oisy
Carles II d'Oisy
Francesc II d'Oisy
Felip de Tournai, senyor d'Oisy

### Els Tournay d'Assignies
Julià Eustaqui de Tournay d'Assignies
Joan Eustaqui de Tournay d'Assignies
Carles Josep de Tournay d'Assignies
Eustaqui Josep de Tournay d'Assignies